# Дамјан Александријски
Дамјан, патријарх александријски (569 - 605), створио је ново учење, названо дамјанитским, по његовом имену или тетрадитским (четворственим), зато што је он признавао Оца, Сина, Светога Духа и Божанско биће које обједињује сву тројицу. Коптска оријентално-православна црква га поштује као свеца.